# Izbiska (Mazovie)
Izbiska [izˈbiska] est un village polonais de la gmina de Teresin dans le powiat de Sochaczew et dans la voïvodie de Mazovie.